# Shooters and Fishers Party
De Shooters and Fishers Party (SFP of S&F), tot 2010 bekend als de Shooters Party is een Australische politieke partij die enkel opkomt in de deelstaten New South Wales, Victoria, Zuid-Australië.
De partij nam in 2007 ook deel aan de federale verkiezingen en behaalde daarbij 0,28% van de stemmen, maar geen enkele zetel. De partij is in 1992 ontstaan als reactie op het voorstel van de regering van New South Wales om vuurwapens te verbieden. De partij vindt dat elke burger over het recht moet beschikken een vuurwapen te hebben. Enkel in New South Wales beschikt de partij over twee leden in het Hogerhuis.